# Rhacognathus punctatus

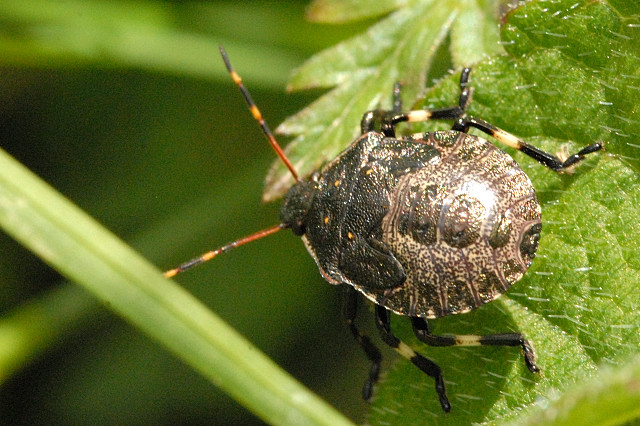
Nymphe

Rhacognathus punctatus, auch Heide-Baumwanze genannt, ist eine Wanze aus der Familie der Baumwanzen (Pentatomidae).

## Merkmale
Die Wanzen werden 7,5 bis 9,5 Millimeter lang. Sie haben eine blass orange bis rötliche Grundfarbe und sind metallisch bronze-braun gemustert. Die Beine sind blass bis orangerot geringt und in der Regel ist am Pronotum mittig eine blasse Mittellinie ausgebildet.

## Verbreitung und Lebensraum
Die Art ist in ganz Europa, östlich bis nach Sibirien verbreitet. Sie kommt in Deutschland überall vor, ist im Norden jedoch häufiger als im Süden, wo sie allerdings in manchen Jahren lokal häufig auftreten kann. In Österreich tritt sie vereinzelt auf und ist nicht aus allen Bundesländern nachgewiesen. In Großbritannien ist sie weit verbreitet, tritt aber nur lokal in geringer Zahl auf. Besiedelt werden feuchtere Lebensräume wie etwa Moore, Gewässerufer oder Feuchtwiesen und weniger häufig trockenere Lebensräume.

## Lebensweise
Man findet die Tiere besonders auf Zwergsträuchern und niedrigen Gehölzen wie etwa Heidekräuter (Erica), Besenheide (Calluna), Heidelbeeren (Vaccinium) und Weiden (Salix). Sie ernähren sich räuberisch insbesondere von Käferlarven, etwa von Blattkäfern (Chrysomelidae) oder Rüsselkäfern (Curculionidae). Wenn der Heideblattkäfer (Lochmaea suturalis) etwa in Nordwestdeutschland in Calluna-Heiden in Massen auftritt, kann auch Rhacognathus punctatus in großer Zahl gefunden werden. Die Überwinterung erfolgt als Imago in lockerer  Bodenstreu oder Moos, wie etwa Torfmoosen (Sphagnum). Die adulten Tiere erscheinen danach im März oder April und die Paarung und Eiablage findet vor allem von Mitte April bis Mitte Mai statt. Die Weibchen legen ihre Eier an den Spitzentrieben der Nahrungspflanzen ab. Ab Juni bis in den Herbst kann man die Nymphen beobachten; ab Ende Juli oder August treten die adulten Tiere der neuen Generation auf.

## Belege